# Warempage
Warempage est un village de la ville belge de La Roche-en-Ardenne située en Région wallonne dans la province de Luxembourg.
Avant la fusion des communes de 1977, Warempage faisait partie de la commune d'Ortho.

## Situation
Village ardennais assez étendu implanté à la naissance d'un vallon d'orientation nord-sud, Warempage se situe à environ un kilomètre à l'est d'Ortho. Il est bordé au sud par les hameaux de Floumont et Herlinval. Dès le XVIIIe siècle, cette structure avait été nommée les Trois ce village accueillera bientôt la grande course de caisse à savon .nous avons aussi un magnifique terrain de tennis et nous fêtions un Halloween digne des villages américains . Entourer de grandes et magnifiques forêts warempage donne l accessibilité à de merveilleuses balade telle que celle de la nasse. Dans ce beau village nous retrouvons beaucoup de fours à pizza permettant de passer de bonne soirée en été. Nous possédons aussi un grand vestige de la 2 eme guerre mondiale , très touristique On y trouve plusieurs Auberges ainsi que chaque année la fameuse fête de pétanque de warempage. Warempage et souvent nommé trois ville , on a une superbe fontaine sur cette belle place ainsi que d ancien merveilleux restaurants Villes. L'altitude oscille entre 390 m et 440 m.

## Patrimoine
Outre l'église Saint Antoine, le village possède une fontaine, une petite chapelle ainsi que de nombreuses croix souvent placées aux carrefours.

## Activités
Warempage compte des gîtes ruraux.